# Hodejovec
Hodejovec (maďarsky Kerekgede) je obec na Slovensku v okrese Rimavská Sobota. První písemná zmínka o obci pochází z roku 1246. Žije zde 172 obyvatel.

## Kultura a zajímavosti

### Památky
- Římskokatolický kostel sv. Martina, barokní stavba z roku 1737. Kostel byl klasicistně upraven v roce 1836 a naposledy v roce 1927.[2]